# Yoshiobodes plumosulus
Yoshiobodes plumosulus är en kvalsterart som först beskrevs av Balogh 1970.  Yoshiobodes plumosulus ingår i släktet Yoshiobodes och familjen Carabodidae. Inga underarter finns listade i Catalogue of Life.